# Blas Matamoro
Blas Matamoro (Buenos Aires, 11 gennaio 1942) è uno scrittore, avvocato e giornalista argentino.

## Biografia
Ha studiato legge presso la Facoltà di Giurisprudenza e Scienze Sociali dell'Università di Buenos Aires, dove si è laureato nel 1966. Ha lavorato come professore e come avvocato. È stato l'avvocato dei prigionieri politici della Commissione delle famiglie dei detenuti politici (Comisión de Familiares de Detenuti Políticos, COFADE). Dopo la dittatura argentina è stato bandito il suo libro dal titolo Olimpo che voleva attaccare le tradizioni della identità nazionale e morale cristiana. Matamoro ed emigrato a Madrid nel 1976. È stato redattore di Cuadernos Hispanoamericanos dell'Agenzia spagnola di cooperazione internazionale (Agencia Española de Cooperación Internacional) e ha collaborato in diversi media come critico letterario e musicale. Nel 2013, ha pubblicato una raccolta dei suoi racconti dal titolo La sonrisa de la Gioconda.

## Pubblicazioni

### Saggi
- La ciudad del tango; tango histórico y sociedad (1969)
- Historia del tango (1971)
- Carlos Gardel (1971)
- Jorge Luis Borges o el juego trascendente (1971)
- La casa porteña (1972)
- El teatro Colón (1972)
- Oligarquía y literatura (1975)
- La Argentina del tango, Vol. I (1976)
- La Argentina hoy (1978)
- Contra Borges (1978)
- Saint Exupéry: el principito en los infiernos (1979)
- Saber y literatura: por una epistemología de la crítica literaria (1980)
- La Argentina exiliada (1985)
- Genio y figura de Victoria Ocampo (1986)
- Lope de Aguirre (1987)
- Por el camino de Proust (1988)
- América en la torre de Babel (1998)
- El ballet (1998)
- Jorge Edwards (1998)
- Schumann (2000)
- La etapa mexicana de Luis Cernuda, 1952-1963, with Agustín Sánchez Andrés (2002)
- Rubén Darío (2002)
- Puesto fronterizo. Estudios sobre la novela familiar del escritor (2003)
- Lógica de la dispersión o de un saber melancólico (2007)
- Novela familiar: el universo privado del escritor (2010)
- Cuerpo y poder. Variaciones sobre las imposturas reales (2012)

### Storie
- Hijos de ciego (1973)
- Olimpo (1976), incluso: ¿Qué es un olímpico?, Olímpicos de ayer y de hoy, Pornografía y moral, La parte del diablo, Caballería tecnológica, Muerte transfiguración, Pesadillas de la razón, Los dioses del estadio, e Confutación/vindicación del mito.
- Viaje prohibido (1978)
- Nieblas (1982)
- Las tres carabelas (1984)

### Altro
- Diccionario privado de Jorge Luis Borges (1979)
- Historias del Peronismo (1973)
- Diccionario privado de Jacinto Benavente (1980)
- Diccionario privado de Oscar Wilde (1980)
- Lecturas americanas (1990)
- Lecturas españolas (1994)